# Melangegarn
Melangegarn är i själva verket ett annat ord för blandgarn, av olika fiberkvaliteter som regel. Uttrycket används också för så kallat melerat garn där ingående trådar är av olika färg, men samma kvalitet.
Ordet kommer ur franskans betydelse av blandning.